# Jaramilloa
Jaramilloa é um género botânico pertencente à família Asteraceae.